# 沃爾納特萊克鎮區 (明尼蘇達州)
沃爾納特萊克鎮區（英語：Walnut Lake Township）是位於美國明尼蘇達州法里博縣的一個行政鎮區。

## 地方資料
沃爾納特萊克鎮區的面積為93.13平方千米，當中陸地面積為92.49平方千米，而水域面積為0.64平方千米。根據2020年美國人口普查的數據，當地共有人口205人，而人口密度為每平方千米2.2人。